# Lia Giovanazzi Beltrami
Lia Giovanazzi Beltrami nota anche come Lia Beltrami (Trento, 13 ottobre 1967) è una scrittrice e regista italiana.

## Biografia
Lia Giovanazzi, in arte Lia Beltrami, è nata a Trento nel 1967. Dall'inizio della sua attività di regista nel 1992, ha realizzato oltre quaranta documentari, focalizzandosi specialmente in Africa. 
È la fondatrice, nel 1997, del Religion Today Film Festival, festival internazionale di cinema e dialogo interreligioso che dirigerà fino al 2008.
Dal 2008 al 2013 è assessore alla solidarietà internazionale e convivenza della Provincia autonoma di Trento. Nel 2009 fonda il gruppo Donne di Fede per la Pace (Women of Faith for Peace) in cui donne provenienti dalla Terra santa e negli anni successivi da diverse altre parti del mondo, di diverse religioni e con posizioni importanti nelle proprie comunità, si impegnano per percorsi di pace a partire dalla donna. Per tale progetto, nel 2017 le viene assegnato il Leone d'oro per la Pace.
Nel 2014 fonda la casa di produzione Aurora Vision.
Nel 2015 ha curato la direzione artistica delle pareti espositive del padiglione della Santa Sede a Expo 2015, premiato con la medaglia d’oro del Bureau International des Expositions con il primo premio tra i padiglioni sotto i 2.000 metri quadrati che meglio hanno sviluppato il tema dell’esposizione. Per il Pontificio consiglio "Cor Unum" realizza una serie di cortometraggi montati da Simona Paggi.
Ha curato la mostra fotografica "Emotions to generate change -- Emozioni per generare il cambiamento" con Asaf Ud Daula, esposta lungo il Colonnato del Bernini e in seguito al World Economic Forum nel 2022. Nel 2023 assieme alla figlia Marianna Beltrami cura le mostre "Women's Cry", e CHANGES, sempre lungo il Colonnato. 
Nel 2024 riceve il premio Reporter per la Terra per la Giornata della Terra da Earth Day Italia.
È autrice di sei libri: Arte del Picnic (2021) e Libertà, Incontro, Avventura (2017), editi da Edizioni del Faro - Gruppo Editoriale Tangram, Zanzara e Labbradoro (2016), edito da Versante Sud, Sulle vie della speranza (2013) e Donne della Risurrezione (2009), editi da Paoline, A ritroso verso la luce (2006), edito da Ancora.

## Filmografia
- Il teatro e la città. Storia del Teatro Sociale di Trento (1992)
- Cesare Battisti (1993)
- Una vita per gli ultimi (1993)
- Del Concilio e delle vie d'Europa (1997)
- Una storia di uomini e di speranza (1997)
- Sui passi della Provvidenza (1998)
- Per Trento basto io! Momenti e storia di Forte Belvedere (1998)
- Magna Charta Universitatum (1998)
- L'acqua del cocco è saporita solo nel cocco! (1999)
- The European Space for Higher Education (1999)
- A Bologna mi trovato tra gli studenti (2000)
- Studium fuit Bononiae... (2000)
- Quando la vita è un dono (2001)
- Lettere dallo Zimbabwe (2002)
- Il Cristo della Polvere (2002)
- E salvezza sarà... (2003)
- Da Nazareth alla città (2003)
- Adamà. Danzando della luce (2004)
- Un amore così mi piace (2004)
- Lùsern (2006)
- Identità in festa: ladini, mocheni, cimbri (2008)
- All Souls, insieme per lo Zimbabwe (2012)
- Jerusalem: dreams and reality (2014)
- Zanzara e Labbradoro: storie, mani e silenzi di Roberto Bassi (2014)
- Acqua, cibo, Dio (2015)
- I giganti del bene (2016)
- Le Maroc: incrocio di culture e religioni (2016)
- Ukon il samurai (2016)
- Carità e misericordia (2016)
- Come goccia nell'oceano (2016)
- A passo d'oro (2017)
- The Wonderful Tapestry of Life (2017)
- ¡Viva Kino! (2018)
- Alganesh (2018)
- Look Beyond (2019)
- Tears and Dreams (2019)
- Wells of Hope (2020)
- A Burst of Song (2021)
- Ivan del Mare (2021)
- COMPLEXion (2023)
- In-Visibles (2023)
- Guardians of the Rainforest (2023)